# نیکولو تسوکی
 نیکولو تسوکی (انگلیسی: Niccolò Zucchi؛ زاده ۶ دسامبر ۱۵۸۶ درگذشته ۲۱ مهٔ ۱۶۷۰) یک دانشمند در زمینه اخترشناسی اهل ایتالیا بود.